# Muzeum Misyjno-Ornitologiczne w Kodniu
Muzeum Misyjno-Ornitologiczne w Kodniu – muzeum z siedzibą w Kodniu (powiat bialski). Placówka  jest prowadzona przez Zgromadzenie Misjonarzy Oblatów Maryi Niepokalanej przy kodeńskiej bazylice św. Anny. Jego siedzibą są dwie sale przy furcie klasztornej w budynku klasztoru, położonego za bazyliką.
Muzeum zostało otwarte w 1999 roku W ramach ekspozycji zobaczyć można następujące wystawy:
- ornitologiczną, zawierającą zbiory zgromadzone przez o. Kazimierza Kozickiego,
- etnograficzną, na którą składają się eksponaty przywiezione przez członków zgromadzenia z krajów misyjnych (elementy strojów, przedmioty codziennego użytku, instrumenty muzyczne),
- historyczną, ukazująca pamiątki związane z historią sanktuarium oraz Kodnia, m.in. wizerunki Matki Bożej Kodeńskiej, szaty i naczynia liturgiczne.

Muzeum jest placówką całoroczną, czynną codziennie. Wstęp jest płatny.